# Чердати
Черда́ти (рос. Чердаты) — село у складі Зирянського району Томської області, Росія. Адміністративний центр Чердатського сільського поселення.
У селі народився Герой Радянського Союзу Єфанов Михайло Карпович (1910-1962).

## Населення
Населення — 796 осіб (2010; 947 у 2002).
Національний склад (станом на 2002 рік):
- росіяни — 93 %